# Фил Нийл
Филип Джордж Нийл (на английски: Philip George Neal), по-популярен като Фил Нийл е бивш английски футболист и настоящ треньор по футбол. Роден е на 20 февруари 1951 г. в Ирчестър, Графство Нортхамптъншър, Англия. Играл като десен бек той е една от живите легенди на Ливърпул. В периода 23 октомври 1976 г. до 24 септември 1983 г. записва цели 417 мача с червения екип, което е абсолютен клубен рекорд  Той е единственият футболист на „мърсисайдци“ който е играл във всичките пет финала от Европейските клубни турнири за същия период.
За националния отбор записва 50 мача, участва на Световно първенство през 1982 година.

## Кариера
Преминава от четвъртодивизионния Нортхямптън в Ливърпул през 1974 г. за £ 66 000 като е първата покупка на новоназначения треньор Боб Пейсли. Играе като десен защитник, но може да се изявява еднакво добре на всеки пост в отбраната. За 11 сезона в Ливърпул се превръща в най-титулувания състезател на „мърсисайдци“. В кариерата си печели 8 пъти титлата на Англия, 4 пъти турнира на европейските шампиони, по 1 път купата на УЕФА и Суперкупата на Европа. Всичките му срещи с червения екип от всички турнири са общо 633 в които отбелязва впечатляващите за защитник 60 гола.
През 1984 г. Фил Нийл е избран от отбора да наследи капитанската лента от Греъм Сунес.
Като капитан извежда отбора в злополучния финал на 29 май 1985 г. в който се разиграва Трагедия на Хейзел в която загиват 39 фенове, предимно привърженици на Ювентус.
През сезон 1985-86 напуска Ливърпул и става играещ мениджър на Болтън. Остава в клуба в продължение на шест години. По-късно последователно води отборите на Ковънтри, Кардиф Сити и Манчестър Сити. В периода 1990-92 година е асистент на Греъм Тейлър в английския национален отбор.

## Успехи
Като състезател
 Ливърпул
- Английска висша лига (8): 1975–76, 1976–77, 1978–79, 1979–80, 1981–82, 1982–83, 1983–84, 1985–86
- Купа на футболната лига (4): 1980–81, 1981–82, 1982–83, 1983–84
- Къмюнити Шийлд (5): 1976, 1977, 1979, 1980, 1982
- Купа на европейските шампиони (4): 1976–77, 1977–78, 1980–81, 1983–84
- Купа на УЕФА (1): 1975–76
- Суперкупа на УЕФА (1): 1977

Като треньор
 Болтън
- Трофей на Футболната лига (1): 1988–89